# Lac de Sihl
Le lac de Sihl (en allemand Sihlsee) est une retenue artificielle située à l'est d'Einsiedeln en Suisse, dans le canton de Schwytz. 

## Géographie
Le lac est principalement alimenté par la Sihl et ses eaux sont retenues par un barrage de 33 mètres de haut, pour une longueur de 127 mètres. Sa superficie dépasse 11 km2 ce qui en fait le lac artificiel le plus grand de Suisse. Sa profondeur ne dépasse toutefois pas les 23 mètres. 
La construction du barrage a débuté en 1932. Des routes ont été construites autour du futur lac ainsi que deux viaducs. En 1937, la mise en eau du barrage a obligé 1762 habitants à quitter la zone et 55 exploitations agricoles durent être abandonnées. L'exploitation hydraulique par Etzelwerk permet de générer chaque année 270 millions de kWh. Cette électricité est injectée dans le réseau des Chemins de fer fédéraux suisses et permet de desservir les lignes du nord-est du pays. 
La rupture du barrage pourrait entraîner une inondation de huit mètres en ville de Zurich.

## Données techniques du barrage
- Terminé en 1936, mise en service en 1937
- Type : barrage poids
- Couronne : 127 mètres
- Hauteur : 33 mètres
- Volume du barrage : 25000 m3
- Bassin : 157 km2
- Volume de la retenue : 96,5 millions de m3
- Exploitant : Etzelwerk AG, Einsiedeln

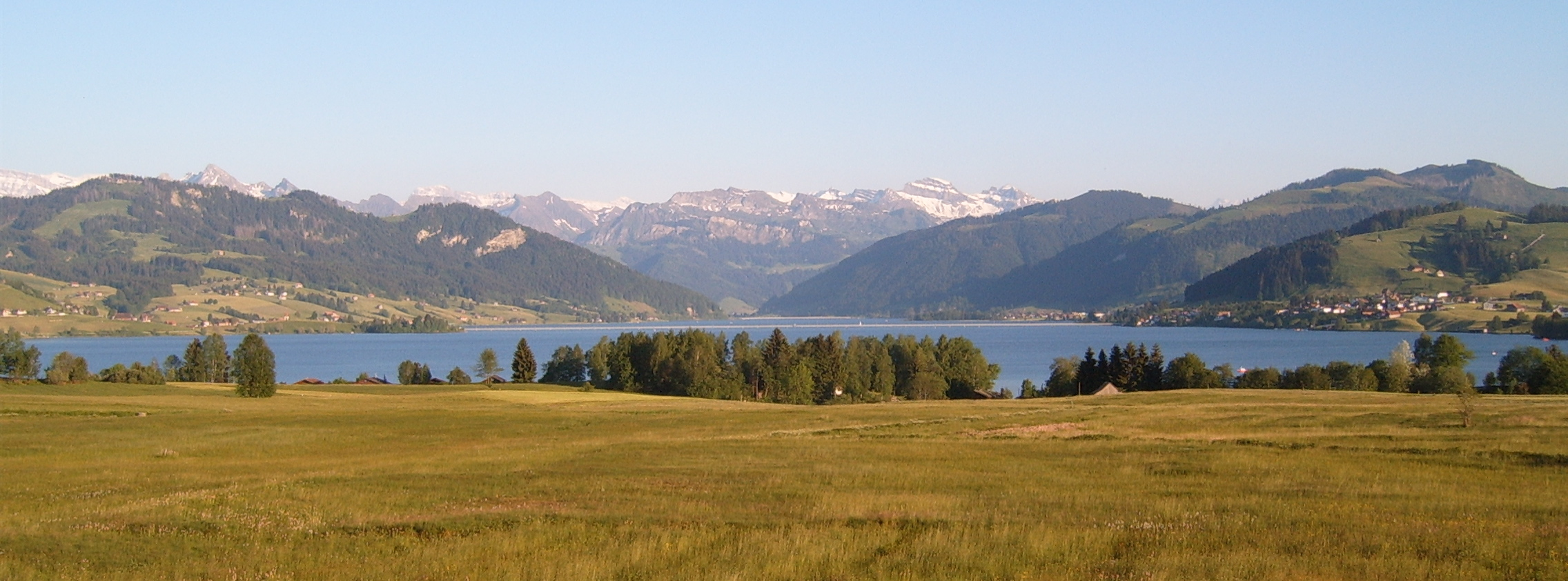
Panorama